# Nikos Dabizas
Nikolaos "Nikos" Dabizas (Ptolemaida, 3 de Agosto de 1973) é um ex-futebolista grego, atuava como defensor, campeão da Euro 2004. 

## Carreira
Começou sua carreira no Olympiakos, partiu para a Inglaterra, atuando por sete temporadas no Newcastle United, e depois no Leicester City, voltou para a Grécia, em 2005, porém em 2004 conseguiu seu principal título da carreira a Eurocopa de 2004, em Portugal, com a Seleção Grega de Futebol.

## Títulos
Campeonato Grego:2
Olympiacos:1997, 1998
Copa da Grécia:1
Larissa:2007
Seleção Grega de Futebol
Euro 2004
Vice-campeonato: Supercopa da Grécia
AE Larissa: 2007

## Ligações Externas
- Perfil em Fifa.com (em inglês)